# Julius Nuninger
Julius Nuninger (Mulhouse, 21 maggio 1874 – ...) è stato un ginnasta tedesco.
Partecipò ai Giochi della II Olimpiade che si svolsero a Parigi nel 1900. Prese parte all'unica gara di ginnastica in programma, in cui giunse centosettesimo.